# Націонал-соціалістичний союз допомоги жертвам війни
Націонал-соціалістичний союз допомоги жертвам війни (нім. NS-Kriegsopferversorgung, скор. NSKOV) — громадська організація в нацистській Німеччині у складі НСДАП, що займалася благодійністю та організацією соціального забезпечення для ветеранів, серйозно поранених на фронтах Першої світової війни.

## Історія
Союз був створений у 1934 році, разом з Націонал-соціалістичною народною благодійністю брав участь у благодійних акціях та програмах у галузі охорони здоров'я. Незмінним керівником організації був обергруппенфюрер СА Ганс Оберліндобер.
10 жовтня 1945 року за вказівкою Контрольної ради діяльність союзу була офіційно заборонена, 30 жовтня Контрольна рада постановила ліквідувати союз.